# Membres de l'Ordre du Canada, par ordre alphabétique I
| Nom                         | Ville            | Province                | Grade     | Année | Occupation |
| Francesco Iacurto           | Sainte-Foy       | Québec                  | Membre    | 1991  |            |
| Ronald W. Ianni             | Windsor          | Ontario                 | Membre    | 1987  |            |
| Daniel Andrew Iannuzzi      | Toronto          | Ontario                 | Membre    | 1990  |            |
| Tony Ianzelo                | Mont-Royal       | Québec                  | Membre    | 2003  |            |
| Thomas Ranald Ide           | Scarborough      | Ontario                 | Officier  | 1995  |            |
| George Ignatieff            | Toronto          | Ontario                 | Compagnon | 1973  |            |
| Joseph Kruger II            | Montréal         | Québec                  | Membre    | 1997  |            |
| Pierre Des Marais II        | Saint-Faustin    | Québec                  | Officier  | 2001  |            |
| Lincoln Keith Ingersoll     | Fredericton      | Nouveau-Brunswick       | Membre    | 1993  |            |
| Anna Gertrude Ingham        | Yorkton          | Saskatchewan            | Membre    | 1994  |            |
| Keith Usherwood Ingold      | Gloucester       | Ontario                 | Officier  | 1994  |            |
| Linda Louella Inkpen        | St. Phillips     | Terre-Neuve-et-Labrador | Membre    | 1998  |            |
| Norman David Inkster        | Mississauga      | Ontario                 | Officier  | 1995  |            |
| Pond Inlet                  | Nunavut          |                         | Officier  |       |            |
| Derek Arnold Inman          | Vancouver        | Colombie-Britannique    | Membre    | 1981  |            |
| Antoine D Iorio             | Ottawa           | Ontario                 | Membre    | 1994  |            |
| Arthur Irving               | Saint John       | Nouveau-Brunswick       | Officier  | 2002  |            |
| Edward Irving               | North Saanich    | Colombie-Britannique    | Membre    |       |            |
| Henry Pybus Bell-Irving     | West Vancouver   | Colombie-Britannique    | Officier  | 1984  |            |
| James K. Irving             | Saint John       | Nouveau-Brunswick       | Officier  | 1996  |            |
| Ronald E. Irving            | Cornwall         | Île-du-Prince-Édouard   | Membre    | 1990  |            |
| Ronald A. Irwin             | Sault Ste. Marie | Ontario                 | Membre    | 1975  |            |
| W. Arthur Irwin             | Victoria         | Colombie-Britannique    | Officier  | 1973  |            |
| William Irwin               | Edmonton         | Alberta                 | Officier  | 1988  |            |
| Julius Isaac                | Victoria         | Colombie-Britannique    | Officier  |       |            |
| Avrom Isaacs                | Toronto          | Ontario                 | Membre    | 1992  |            |
| Laurent Isabelle            | Ottawa           | Ontario                 | Membre    | 2001  |            |
| Elmer Iseler                | Caledon East     | Ontario                 | Officier  | 1975  |            |
| Werner Israel               | Victoria         | Colombie-Britannique    | Officier  | 1993  |            |
| Lyonel Garry Israels        | Winnipeg         | Manitoba                | Membre    | 1994  |            |
| Angella Taylor-Issajenko    | Toronto          | Ontario                 | Membre    | 1985  |            |
| Betty Kobayashi Issenman    | Montréal         | Québec                  | Membre    | 2002  |            |
| Isin Ivanier                | Côte-Saint-Luc   | Québec                  | Officier  | 1988  |            |
| Paul Ivanier                | Montréal         | Québec                  | Membre    | 1994  |            |
| Randall Eugene Ivany        | Edmonton         | Alberta                 | Membre    | 1985  |            |
| Barbara Campbell Smith Ivey | Toronto          | Ontario                 | Membre    | 1997  |            |
| Richard Macaulay Ivey       | London           | Ontario                 | Compagnon | 1988  |            |
| Richard William Ivey        | Toronto          | Ontario                 | Membre    | 2005  |            |
| H. Roy Ivor                 | Erindale         | Ontario                 | Membre    | 1973  |            |